# Катеринівка (Миколаївська сільська громада)
Катери́нівка — село в Україні, у Синельниківському районі Дніпропетровської області. Входить до складу Миколаївської сільської громади. Населення становить 295 осіб.

## Історія
12 червня 2020 року, відповідно до розпорядження Кабінету Міністрів України № 709-р від «Про визначення адміністративних центрів та затвердження територій територіальних громад Дніпропетровської області», увійшло до складу Миколаївської сільської громади.
19 липня 2020 року, в результаті адміністративно-територіальної реформи та ліквідації  Петропавлівського району, село увійшло до складу новоутвореного Синельниківського району.

## Географія
Село Катеринівка знаходиться на правому березі річки Самара, вище за течією на відстані 2 км розташоване село Петрівка, нижче за течією на відстані 1 км розташоване село Мар'їна Роща, на протилежному березі — села Дмитрівка та Миколаївка. На території села кілька озер.

## Населення

### Мова
Розподіл населення за рідною мовою за даними перепису 2001 року:
| Мова       | Кількість | Відсоток |
| ---------- | --------- | -------- |
| українська | 271       | 91.86%   |
| російська  | 24        | 8.14%    |
| Усього     | 295       | 100%     |

## Історія
За даними 1859 року Катеринівка (також Мале Герцеве) була панським селом. Тут було 2 заводи, 38 подвір’їв, 382 мешканців
До 2017 року орган місцевого самоврядування — Петрівська сільська рада.

## Пам'ятки
Поблизу села розташований ландшафтний заказник загальнодержавного значення Мар'їн гай.

## Особистості
В селі народився Королівський Степан Мефодійович (1904-1976) — український історик.